# Deuxième circonscription de la préfecture de Shimane
La deuxième circonscription de la préfecture de Shimane (島根県第2区, Shimane-ken dai-ni-ku) est l'une des deux circonscriptions législatives que compte la préfecture de Shimane au Japon.

## Description géographique
Entre 1994 et 2002, la  deuxième circonscription de la préfecture de Shimane regroupait les villes d'Izumo et Hirata (ja), les districts de Nita, Ōhara (ja), Iishi et Hikawa (ja) et une partie du district de Yatsuka (ja) comprenant les bourgs de Tamayu et Shinji (ja).
Entre 2002 et 2013, elle comprenait les villes de Hamada, Izumo, Masuda, Ōda et Gōtsu et les districts d'Iishi, Hikawa, Nima (ja), Ōchi, Naka (ja), Mino (ja) et Kanoashi.
Entre 2013 et 2022, elle couvrait les villes de Hamada, Masuda, Ōda et Gōtsu, une partie des villes d'Izumo et Unnan et les districts d'Iishi, Ōchi et Kanoashi.
Depuis 2022, elle regroupe les villes de Hamada, Izumo, Masuda, Ōda et Gōtsu et les districts d'Ōchi et Kanoashi.

## Députés
| Législature | Début de mandat | Fin de mandat | Député élu           | Parti politique | Parti politique |
| ----------- | --------------- | ------------- | -------------------- | --------------- | --------------- |
| 41e         | 1996            | 2000          | Noboru Takeshita     |                 | PLD             |
| 42e         | 2000            | 2003          | Wataru Takeshita     |                 | PLD             |
| 43e         | 2003            | 2005          | Wataru Takeshita     |                 | PLD             |
| 44e         | 2005            | 2009          | Wataru Takeshita     |                 | PLD             |
| 45e         | 2009            | 2012          | Wataru Takeshita     |                 | PLD             |
| 46e         | 2012            | 2014          | Wataru Takeshita     |                 | PLD             |
| 47e         | 2014            | 2017          | Wataru Takeshita     |                 | PLD             |
| 48e         | 2017            | 2021          | Wataru Takeshita     |                 | PLD             |
| 49e         | 2021            | 2024          | Yasuhiro Takami (ja) |                 | PLD             |
| 50e         | 2024            | -             | Yasuhiro Takami (ja) |                 | PLD             |